# Raphaela Folie
Raphaela Folie est une joueuse italienne de volley-ball née le 7 mars 1991 à Bolzano. Elle mesure 1,86 m et joue au poste de centrale. Elle totalise 11 sélections en équipe d'Italie.

## Clubs
| Club                    | Pays   | De        | À         |
| ----------------------- | ------ | --------- | --------- |
| Caldaro Pallavolo       | Italie | 2002-2003 | 2006-2007 |
| San Giacomo             | Italie | 2007-2008 | 2007-2008 |
| ATA Trento              | Italie | 2008-2009 | 2008-2009 |
| Trentino Volley Rosa    | Italie | 2009-2010 | 2009-2010 |
| Asystel Volley Novare   | Italie | 2010-2011 | 2011-2012 |
| Asystel MC Carnaghi     | Italie | 2012-2013 | 2012-2013 |
| Volley Bergamo          | Italie | 2013-2014 | 2013-2014 |
| LJ Volley Modène        | Italie | 2014-2015 | 2015-2016 |
| Imoco Volley Conegliano | Italie | 2016-2017 | en cours  |

## Palmarès

### Sélection nationale
- Coupe du monde (1)
  -  : 2011.
- Grand Prix mondial
  -  : 2017.
- Championnat d'Europe
  -  : 2019.

### Clubs
- Championnat du monde des clubs (1)
  - Vainqueur : 2019.
  - Finaliste : 2021.
- Ligue des champions (1)
  - Vainqueur : 2021.
- Championnat d'Italie (4)
  - Vainqueur : 2018, 2019, 2021, 2022.
- Supercoupe d'Italie (4)
  - Vainqueur : 2019, 2020, 2021, 2022.
  - Finaliste : 2012.
- Coupe d'Italie (4)
  - Vainqueur : 2017, 2020, 2021, 2022.
  - Finaliste : 2013, 2014.

### Distinctions individuelles
- 2020 : Supercoupe d'Italie — MVP